# Stadion Miejski w Janikowie
Stadion Miejski w Janikowie – stadion piłkarski zlokalizowany przy ul. Głównej 40 w Janikowie należący do miasta. Na tym stadionie rozgrywa swoje mecze Unia Janikowo. W sezonie 2008/2009 i 2009/2010 w II lidze piłki nożnej.